# Тирис Замур
Тирис Замур (на арабски: ولاية تيرس زمور, правопис по американската система BGN: Tiris Zemmour) е една от областите на Мавритания. Разположена е в северната част на страната и граничи с Мали, Алжир и Западна Сахара. Площта на Тирис Замур е 252 900 км², а населението, според изчисления от юли 2019 г., 56 400 души. Главен град на областта е Зуерат. Област Тирис Замур е разделена на 3 департамента.